# Cal Batlle (Pacs del Penedès)
Cal Batlle és una obra de Pacs del Penedès (Alt Penedès) inclosa a l'Inventari del Patrimoni Arquitectònic de Catalunya.

## Descripció
És un edifici situat a la plaça Major de Pacs, al nucli més important i antic del poble. És una casa entre mitgeres formada per planta baixa, pis i golfes, amb coberta de teula àrab. La façana, de composició senzilla, presenta com a elements remarcables el portal adovellat i les finestres emmarcades en pedra. També són interessants les motllures i mènsules interiors.

## Història
Cal Batlle té el seu origen en l'època medieval.